# Superfrog
Superfrog – komputerowa gra platformowa wyprodukowana w roku 1993 przez firmę Team17. Początkowo został stworzona dla komputerów Amiga, doczekała się też konwersji na PC i wydania CD na Amigę CD32.
Biorąc pod uwagę rok wydania, gra posiada bardzo kolorową, bajkową grafikę, a etapy umieszczone w różnych krainach są bardzo rozbudowane. Pomimo swojego wieku, gra jest nadal popularna wśród starszych graczy.

## Fabuła
Bohaterem gry jest Książę, którego ukochana została uprowadzona przez złą wiedźmę, zaś on sam – zamieniony w żabę. Wszystko wydawało się stracone, do czasu, gdy Książę siedząc nad potokiem i rozpaczając nad swoim beznadziejnym położeniem, wyławia z nurtu butelkę lemoniady Lucozade (sponsora gry), po której wypiciu staje się Super Żabą (ang. Superfrog). Obdarzony niezwykłą mocą wyrusza, aby pokonać wiedźmę i ocalić ukochaną.

## Rozgrywka
Superfrog potrafi rozpędzić się do dużych prędkości, a także wysoko skakać i hamować tempo upadku swoją peleryną. Gdy rozpoczynamy rozgrywkę, SuperFrog nie posiada żadnej broni, znaleźć ją jednak można bardzo szybko już na początku pierwszego poziomu. Bronią SuperFroga jest zielona kulka z oczami zwana DESTRUCTO-SPUD, widoczna już na ekranie tytułowym u boku naszego bohatera, którą można rzucać przed siebie lub w górę. Broń ta nie działa jednak na wszystkich przeciwników, niektórych trzeba po prostu zdeptać.
Na gracza czekają 24 poziomy podzielone na 6 krain: Zaczarowany las, Straszliwe zamczysko, Cyrk, Pustynne piramidy, Lodowe góry, Kosmos oraz Księżyc, na którym znajduje się siedziba złej wiedźmy. Na każdym poziomie należy uzbierać w określonym czasie odpowiednią ilość monet i dotrzeć do wyjścia. Zdobyte monety można na koniec etapu zamienić w punkt lub użyć ich do gry w jednorękiego bandytę, co umożliwia zdobycie różnych bonusów. Można także trafić do mini-gry, która jest parodią klasycznej strzelanki horyzontalnej Project X.